# Paratomoxioda testaceiventris
Paratomoxioda testaceiventris is een keversoort uit de familie spartelkevers (Mordellidae). De soort is voor het eerst wetenschappelijk beschreven door Pic.